# Johann Jakob Staffler
Johann Jakob Staffler (* 8. Dezember 1783  in St. Leonhard in Passeier; † 6. Dezember 1868 in  Innsbruck) war ein Tiroler Jurist und Verwaltungsbeamter. Er erstellte die erste umfängliche Topographie von Tirol und Vorarlberg.

## Leben
Staffler besuchte das Benediktinergymnasium in Meran und studierte anschließend Jura in Innsbruck. Danach war er  nacheinander Landrichter der Talschaft Passeier, von 
Ried und Sonnenburg. Ab 1825 war er Sekretär im Gubernium Innsbruck.
Nach einer Anfrage des Guberniums von Triest wegen statistischen Materials über Innsbruck wurde Staffler beauftragt, eine Topographie Tirols und Vorarlbergs zu erstellen. Das resultierende umfangreiche Werk beinhaltete über das Zahlenwerk hinaus eine profunde Landesbeschreibung.
1848 wurde Staffler Mitglied des Tiroler Landtags.

## Werk (Auswahl)
- Die gefürstete Grafschaft Tirol historisch, statistisch und topographisch beschrieben; mit einer Karte von Tirol, einem Plan von Innsbruck, und 4 Ansichten, Innsbruck 1827.
- Tirol und Vorarlberg statistisch, topographisch, mit geschichtlichen Bemerkungen in 2 Theilen, Innsbruck 1839. (Digitalisat 1841, Bd. 1), (Digitalisat 1844, Bd. 2), (Digitalisat 1846, Bd. 2, Heft 2), Register.
- Das deutsche Tirol und Vorarlberg, topographisch, mit geschichtlichen Bemerkungen, in zwei Bänden, Innsbruck 1847, 974 Seiten (Digitalisat).
- Einhundertein merkwürdige Geschichtchen aus den Kriegen des Jahres 1866, Innsbruck: Vereinsbuchhandlung 1867 (Digitalisat).